# Entropia Universe
Entropia Universe es un videojuego de rol multijugador masivo en línea (MMORPG) desarrollado por MindMark con un modelo comercial basado en dinero real, al igual que Second Life. Al margen de su sistema económico Entropia Universe permite ser parte del juego sin pagar.
No está disponible en español y tiene más de 750.000 usuarios cada uno con su avatar fácilmente personalizable.
Este juego, que es una continuación de Entropia Proyect, entró al libro Guiness de los récords por ser el objeto virtual más caro del mundo, vendido en US$ 6.000.000.

## Historia
Entropia Universe está basado en una historia de ficción científica futurista: a finales del siglo XXI el hombre comienza a colonizar el espacio en busca de la supervivencia de la especie, amenazada por el aumento de la población de la tierra y el abuso de los recursos naturales.
El avance en los campos de las tecnologías de transportación y la inteligencia artificial que se da en los siglos posteriores culmina en el Proyecto Odiseo, que buscaba encontrar un planeta relativamente cercano que pudiera albergar a nuestra raza. Para realizar esta búsqueda, se lanzaron sondas al espacio. Una vez encontrado el planeta se enviarían robots para prepararlo para la vida Humana.
Finalmente se recibió la señal de una de las sondas, el planeta encontrado fue llamado Calypso y con ello comenzó la carrera para desarrollar tecnología que permita el viaje interespacial con el fin de llevar humanos a Calypso.
Una vez logrado, los primeros seres humanos comenzaron a viajar al nuevo planeta que habitarían. Sin embargo, al llegar se encontraron con una gran sorpresa: los robots encargados de acondicionar el planeta habían sido infectados por un virus que provocaba la rebelión de las máquinas. Esto derivó en una guerra que, aun larga y cruda, permitió que la fuerza de los robots fuese expulsada a un planeta aislado. A pesar de esto, hasta el día de hoy se siguen recibiendo en Calypso ataques desde dicho planeta. Hoy en día la colonia Calypso crece a altos niveles con la llegada de más y más seres humanos.
En la órbita de Calypso se encuentran dos estaciones espaciales: Club NEVERDIE y Crystal Palace.

## Sweat
El Sweat es un combustible muy importante, se consigue con una herramienta gratuita llamada VSE. Todo jugador tiene esta herramienta. Es una actividad que no consume PED. La herramienta no se rompe y puedes extraer toda la cantidad que quieras.
Para recoger el Sweat de forma eficiente tienes que ir a ciertos lugares donde se concentran los jugadores para realizar la actividad.
En el Planeta Calipso, tienes como lugares Boreas, Royal Club, y distintos más lugares.
En el Planeta Cyrene, tienes la zona de Rookies Training, al norte del Archipiélago de Rookies, donde también puedes extraer sweat
El Sweat se utiliza para refinar, entregar en misiones, crear muchas cosas.

## Economía y Mercado
La moneda que se utiliza en Entropia Universe es el PED (Project Entropia Dollars), valiendo un dólar 9.5 PEDs. Los PEDs también se puede conseguir a través del comercio, y son muy importantes debido a la necesidad que tiene el avatar en comprar arma y municiones.
También se puede cambiar de PED a dinero tradicional, lo que genera ingresos reales. Algo muy interesante de EU son los datos del mercado sobre aumento o disminución de la demanda, la apreciación de la moneda, entre otros condimentos de los mercados tradicionales.
- Datos: Q1345246